# Машакене
«Машакене» (порт. Clube de Desportos do Maxaquene) — футбольный клуб, основанный в Мапуту, Мозамбик. Клубное прозвище — Машака. «Машакене» выиграл свой первый после обретения независимости трофей, кубок Мозамбика, в 1978 году. До провозглашения независимости Мозамбика от Португалии, «Машакене» был известен как «Спортинг Лоуренсу-Маркиш» (Лоуренсу-Маркиш — это название Мапуту до независимости). Эйсебио играл за этот клуб.

## История
Клуб берёт начало с кружка студентов «Гимназисты 5 октября» (порт. Liceu 5 de Outubro), которые в 1915 году создали футбольную команду и назвали её в честь лиссабонского клуба — «Спортингом». Через пять лет этот клуб был официально зарегистрирован. В уставе клуба 20 мая 1920 года определяется датой основания; на бланке СК «Лоуренсу-Маркиш» в 1950 году было также указано 1 мая 1920 года. На клубном гербе был изображён лев, цвета клуба — зелёный и белый, а также горизонтальные полосы трикотажного типа.
В основном, тренеров и игроков набирали из полиции и государственного сектора муниципальных водо- и электроснабжения. В 1922 году клуб стал первым чемпионом города Лоренсу-Маркиш. К 1961 году клуб одержал ещё восемь чемпионств. «Машакене» является первым и единственным чемпионом объединённой лиги провинции Мозамбик и столицы Лоренсу-Маркиш 1960 года.
После получения независимости Мозамбиком клуб в 1976 году переименовали в «Спортинг Клуб ди Мапуту». Только два года спустя он был переименован в «Клуб ди Деспортеш ду Машакене», потому что клуб находится в том же городе, недалеко от центра города Мапуту. Кроме того, были изменены цвета клуба на синий, белый и красный.
Наиболее успешным периодом в истории команды были 1980-е годы, когда в 1984—1986 годах клуб выиграл три чемпионата подряд. Последний раз «Машакене» был победителем чемпионата Мозамбика в 2012 году. В 2019 году вылетел из высшего дивизиона.
Лучшим результатом клуба на международной арене является полуфинал Кубка обладателей кубков КАФ 1995 года.

## Название
- 1920—1976: Основан как «Спортинг Лоуренсу-Маркиш»
- 1976—1978: Клуб переименован «Спортинг Мапуту»
- 1978—н. в.: клуб переименован в «Машакене»

## Стадион
Клуб играет свои домашние матчи на «Эштадиу ду Машакене», который имеет максимальную вместимость 15000 человек.